# Isenburg (Renania-Palatinato)
Isenburg è un comune di 632 abitanti della Renania-Palatinato, in Germania.
Appartiene al circondario (Landkreis) di Neuwied (targa NR) ed è parte della comunità amministrativa (Verbandsgemeinde) di Dierdorf.